# Síndrome de decodificación
 La decodificacion mediante síndrome hace uso de la matriz estándar, también llamada matriz típica o arreglo estándar. La matriz estándar reúne a todas las 2N palabras código posibles (N es la longitud de las palabras código) agrupadas en exactamente 2N-k co-conjuntos disjuntos puestos en filas de una matriz. Y de una tabla de síndromes calculada a partir de los líderes de cada fila de la matriz estándar.

## Matriz Típica
La matriz típica asociada a un código lineal puede hallarse mediante el mismo código, poniendo en la primera fila a todo el código, con el 0...0 en la primera posición, y la(s) siguiente(s) fila(s) se calculan encontrando la palabra código de menor peso (menor número de unos) que no este en la fila anterior y sumándola al código original  
Ejemplo
Sea un código lineal:
{\displaystyle C=\{000,101,011,110\}}
Con matriz generadora:
{\displaystyle G={\begin{bmatrix}1&0&1\\0&1&1\end{bmatrix}}}
Los co-conjuntos de C son:
{\textstyle 000+C=\{000,101,011,110\}}
{\displaystyle 010+C=\{010,111,001,100\}}
Y la matriz típica será:
{\displaystyle {\begin{vmatrix}000&101&011&110\\010&111&001&100\end{vmatrix}}}
Donde el líder de cada fila, es el primer elemento de cada fila y es justamente la palabra código de menor peso en la fila.
Una vez hallados todos los líderes, se calcula una tabla de síndromes

## Tabla de síndromes
Para hallar la tabla de síndromes, primero construiremos una tabla con los líderes de cada co-conjunto de la matriz estándar (de cada fila) y los ordenaremos según su peso de menor a mayor.
Una vez construido, hallamos la tabla de síndromes calculando el síndrome de cada líder y colocando su síndrome en la misma posición.
Donde el síndrome se calcula:
{\displaystyle s=v\cdot H^{T}}
Ejemplo
Sea el código lineal 
{\displaystyle C=\{000,101,011,110\}} Con  {\displaystyle G={\begin{vmatrix}1&1&1&1\end{vmatrix}}}  Y  {\displaystyle H={\begin{vmatrix}1&1&0&0\\1&0&1&0\\1&0&0&1\end{vmatrix}}}
Se obtiene las tablas:
| Tabla de líderes | Tabla de síndromes |
| ---------------- | ------------------ |
| 0000             | 000                |
| 1000             | 111                |
| 0100             | 100                |
| 0010             | 010                |
| 0001             | 001                |
| 1100             | 011                |
| 1010             | 101                |
| 1001             | 110                |

### Algoritmo de decodificacion
Una vez se reciba una palabra código {\displaystyle v}, se calcula su síndrome {\displaystyle s=v\cdot H^{T}} y se busca {\displaystyle s} en la tabla de síndromes.
Entonces tomamos su líder asociado y lo sumamos a la palabra código recibida {\displaystyle v}, y el resultado será la palabra decodificada.
Ejemplo
Tomando en cuenta la anterior tabla de líderes y tabla de síndromes, supongamos que recibimos la palabra {\displaystyle v=0100}, su síndrome será {\displaystyle s=100} y vemos que el líder asociado es la palabra {\displaystyle 0100}, sumamos el líder con la palabra recibida y tendremos:
{\displaystyle w=0100+0100}
{\displaystyle w=0000}
Y {\displaystyle w} es la palabra decodificada.
1. ↑  Torrico Diaz, Lucio Polevoi. Teoria de la Informacion y Codificacion. Instituto de Investigaciones en Informatica. pp. 172-175.

- Datos: Q119848614